# Vezéry Ödön
Vezéry Ödön, Leitner (Nagybánya, 1841. május 3. – Szolnok, 1937. január 27.) színész, színigazgató, szakíró, fordító, szerkesztő, Szolnok vármegye főjegyzője.

## Pályafutása
Leitner Ignác és Stand Ilona fia. 1863-ban Óbudán lépett fel először Keszy József társulatában, ahová 1863. április 23-án szerződött segédszerelmesi szerepkörre. Ezután Hetényi Józsefhez került, majd Bényei Istvánnál játszott Pécsett. Hamarosan a vidék kedvelt társalgási, hős, szerelmes, intrikus, jellemszínészéve lépett elő. 1866-ban a debreceni színháznál pályatársa volt Petőfi Zoltán, Aradon Tóth Ede pályáját igazgatta, majd Miskolcon Pázmán Mihály társulatánál kötött ismeretséget Dérynével. Ugyanitt találkozott Brachvogellel, akinek egyik darabját is lefordította. 
1868-tól rendezéssel is foglalkozott. 1874-ben az István-téri színház igazgatója lett Solymossy Elek utódjaként. Paulay Ede a Nemzeti Színházhoz akarta szerződtetni, azonban Vezéry anyagi okok miatt visszautasította a meghívást. 1875-ben kapott színigazgatói engedélyt, 1876-ben Sopronban lett színigazgató. Végül 1881-ben elhagyta a pályát. Ezután főispán titkár volt Szolnokon, majd a vármegye szolgálatába lépett. 1889-ben alapította a Jász-Nagykun-Szolnok Megyei Lapokat, amelynek 1890 és 1913 között szerkesztője volt. 
Első neje Popovics Mari színésznő volt, akivel Debrecenben ismerkedett meg. Miután megözvegyült, 1899. augusztus 10-én Szolnokon házasságot kötött a nála 31 évvel fiatalabb Weiglein Ilona Natália Elvira művésznővel. Személyesen ismerte még gyermekkorából Petőfi Sándort, Bem Józsefet és 1868 decemberében az ő pártfogására szerződtették Petőfi Zoltánt Debrecenben.

## Fordított színművei
Kassai előadatásuk dátumával:
- A szerzetesek, vagy szerelmi kaland egy apáczazárdában, legújabb franczia vígjáték. 3 felv., írta Tonelli (először 1868. okt. 19.)
- A fehérruhás nő, dráma 5 szakaszban. Wilkie Collins regénye után írta Birchpfeiffer Sarolta (1873. márc. 17.)
- A gyermekorvos és szerelem gyermeke, dráma 5 felv. Alexandre Dumas után (1873. szeptember 15.)
- Egy szó a birodalmi tanácshoz, korszerű dráma. színmű 4 felv. Írta O. F. Berg, a Kikeriki szerk. (1874. márc. 17.)
- Claude felesége, színmű 3 felv. (1874. április 9.).

## Fontosabb szerepei
- Hamlet (Shakespeare)
- Moor Ferenc (Schiller: Haramiák)
- Posa márki (Schiller: Don Carlos)
- Biberach (Katona József: Bánk bán)

## Működési adatai
- 1864: Hetényi József
- 1865–66: Győr
- 1866–68: Debrecen
- 1868–69: Miskolc
- 1869–70: Szeged
- 1870–71: Szabadka
- 1871–72: Debrecen, Nagyvárad
- 1872–73: Arad
- 1873–74: Kassa
- 1874: István-tér
- 1874–75: Székesfehérvár

### Igazgatóként
- 1876: Sopron, Keszthely, Szombathely
- 1878: Karcag, Kisújszállás, Mezőtúr